# Bertha Koessler-Ilg
Bertha Koessler-Ilg, de soltera Bertha Ilg (Obernzell, 1881 – San Martín de los Andes, 20 de agosto de 1965) fue una folclorista argentina de origen alemán.

## Biografía
Nacida en Baviera, pasó su adolescencia en Malta con su tío, cónsul en aquella isla.
Su inicio como folclorista se produjo con la recolección y publicación de fábulas y cuentos populares malteses, recogidos en sus libros Fábulas y cuentecillos malteses y Cuentecillos malteses, recopilaciones que escribió en Leipzig.
Tras formarse como enfermera la Escuela de Enfermería de la Cruz Roja de Fráncfort, en 1912 casó con el médico Rudolf (castellanizado, Rodolfo) Kössler. En 1913 ambos marcharon a Buenos Aires para trabajar en el Hospital Alemán. Algunos años después se trasladaron a la Patagonia, estableciéndose en 1920, en San Martín de los Andes.
Bertha Koessler pasó la Primera Guerra Mundial en Alemania. Fue allí a inicios de 1914 para presentar su hija a sus padres y le sorprendió el inicio del conflicto.
En 1940 publicó en alemán Der Medizinmann am Lanin e Indianer Märchen aus den Kordilleren. Colaboró con Félix Coluccio en la edición del Diccionario folklórico argentino (1948), en la parte mapuche. En 1954 publicó el libro de cuentos Los araucanos, y en 1956 Cuentos de los indios de la cordillera.
En el Congreso de Investigaciones Folclóricas de Kiel-Copenhague (1959) participó con una intervención sobre el folclore maltés.
En sus iniciativas para recoger el folclore local, aprendió maltés y árabe clásico para sus trabajos en Malta, así como mapuche en Argentina. En este último caso aprovechaba su relación con las personas a las que trataba como enfermera, que en ocasiones le compensaban repitiendo antiguos relatos.